# Fotograf

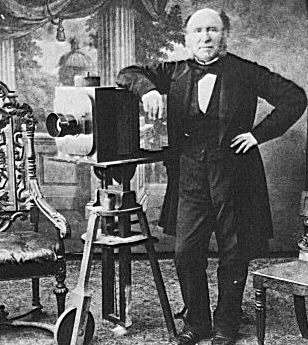
Engelsk fotograf på 1850-talet

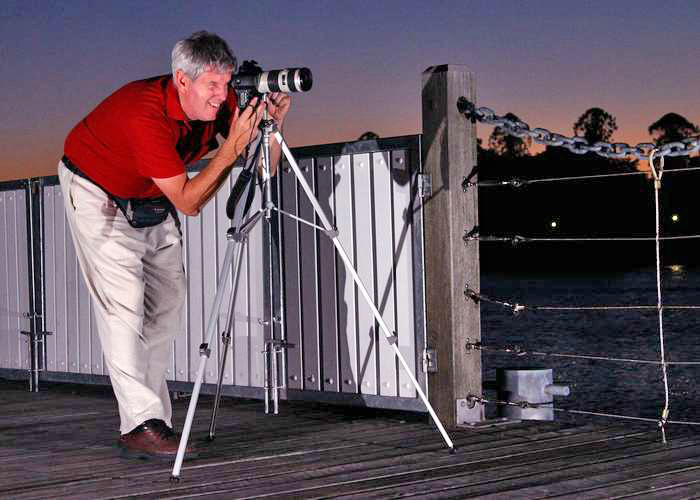
Nutida fotograf med en småbildskamera på stativ.

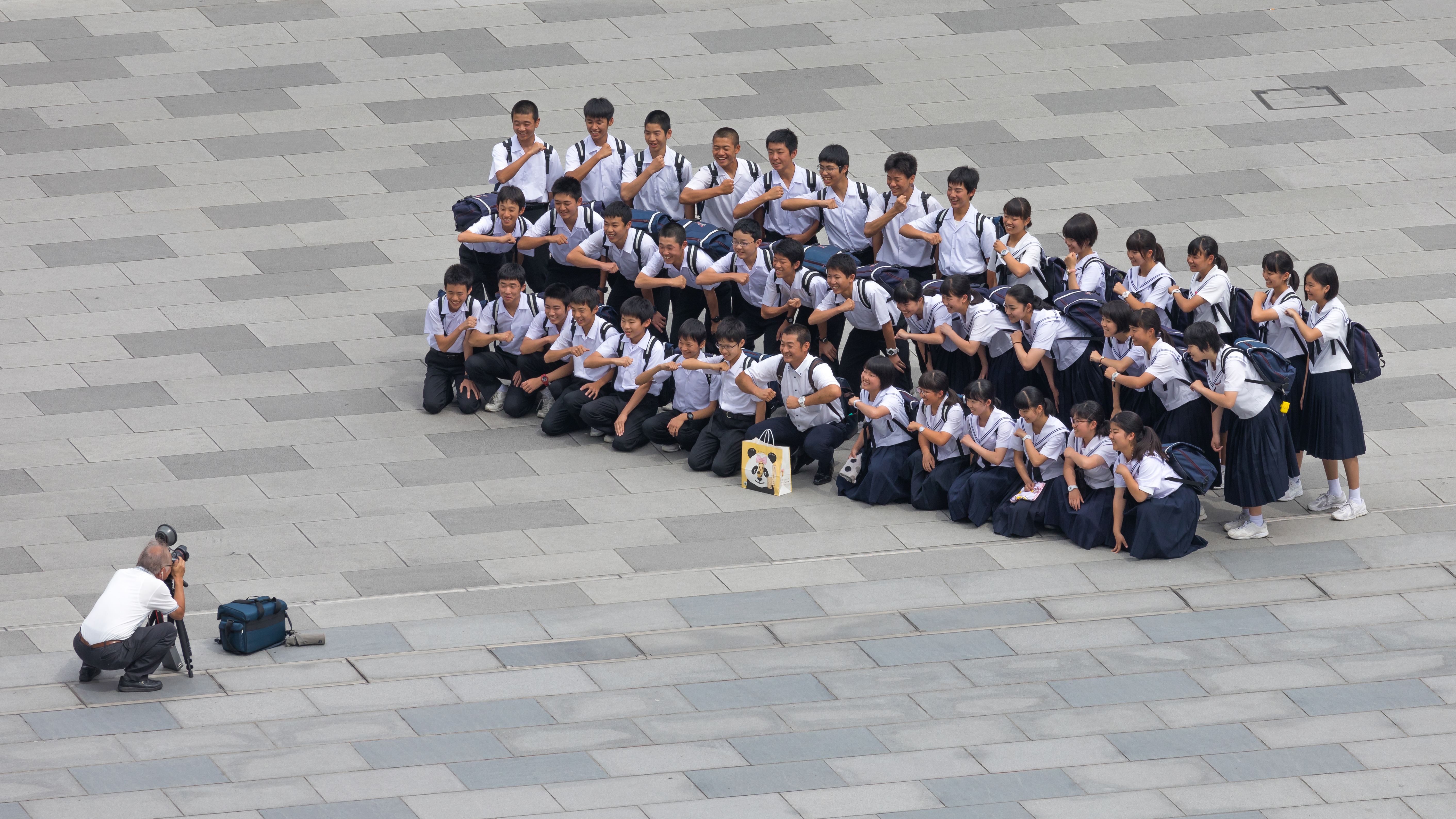
Fotograf i Tokyo med en grupp studenter.

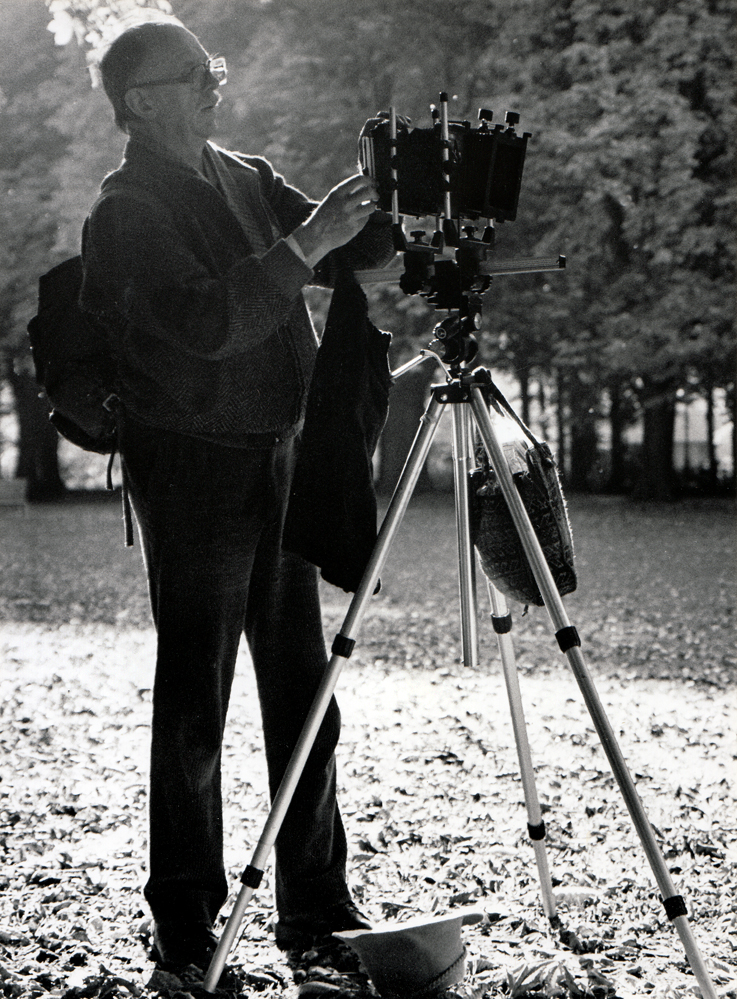
En fotograf med en storformatskamera 1985.

En fotograf (ytterst av grekiskans φωτός, photos, "ljus", och γράφω, graphos, "skrivet") är en person som framställer fotografier. Ordet syftar i första hand på yrkesfotografer, i andra hand även amatörfotografer. Fotograf som spelar in rörlig bild kallas för filmfotograf.

## Yrkesfotografer

### Historik
De första yrkesfotograferna uppträdde i samband med offentliggörandet av daguerreotypin 1839. I Sverige brukar Lars Jesper Benzelstierna räknas som den förste yrkesfotografen, verksam 1840-1845.

### Anställd eller frilans
Många fotografer, inklusive inom reportage- och dokumentärsektorn, arbetar ofta som frilans. Då produceras foton som senare säljs vidare till tidningar eller förlag.
Särskilda bildbyråer har ofta fasta relationer till olika fotografer, där det är byrån som sköter försäljning, arkivering och i en del fall även ombesörjer förmedlandet av olika fotograferingsuppdrag.
Större tidningar och tidskrifter har åtminstone tidigare ofta haft anställda fotografer. Inom mode och reklam växlar arbetsvillkoren mellan anställd och frilans, och de flesta fotograferna driver här egna ateljéer. I den teknisk-vetenskapliga sektorn har de flesta fotografer varit anställda på respektive institution.

### Kvinnliga fotografer
Fotografin blev snabbt ett socialt accepterat kvinnoyrke, med Brita Sofia Hesselius som tidigaste svenska namn. Hesselius öppnade 1845 ateljé i Karlstad, och hon var därmed en av världens allra första kvinnliga yrkesfotografer; endast en handfull andra kvinnor från de tidigaste åren är kända internationellt.
Under 1850-talet tillkom bland andra Marie Kinnberg i Göteborg och Hedvig Söderström i Stockholm. Av Stockholms 100 registrerade fotografer på 1860-talet var 15 kvinnor, och av dem hörde åtminstone tre till de ledande: Bertha Valerius, Rosalie Sjöman och Caroline von Knorring.
I slutet av 1800-talet var Emma Schenson och Anna Ollson två av de viktigaste kvinnliga fotogrfaferna.

### Specialisering
Fotografen kan arbeta inom en eller flera av ett antal olika fotograferingsnischer. Dessa inkluderar:
- arkitekturfotografi[1]
- bildjournalistik, dokumentärfotografi[1] museifotografi och nyhetsreportage[1]
- bröllop, skolfotografering
- konstfotografi (inklusive filmfotografi, stilleben och videokonst)
- glamourfotografering och pornografi
- teknisk-vetenskaplig sektor (industrifotografi,[1] polisfotografi, sjukhusfotografi)
- naturfotografering (inklusive djurfotografering, landskapsfotografering och undervattensfotografering
- reklamfotografering (inklusive matfotografering och modefotografering[1])
- sportfotografering
- studiofotografering (ofta med porträttfotografering[1]

## Amatörfotografer
De tidigaste fotograferna började som amatörer. Genom fotohistorien har amatörer ofta stått för tekniska och konstnärliga genombrott. Å andra sidan har den tekniska utvecklingen vid flera tillfällen skapat kraftig tillväxt bland amatörfotograferna. Så till exempel introducerade Eastman Kodaks förenklade processer under 1880- och 1890-talen, deras Brownie- och Vest Pocket-kameror under tidigt 1900-tal, samt under 2000-talet den digitala fotografin i mobiltelefoner.